# (30315) 2000 JM14
2000 جاي أم 14 (ويعرف أيضًا باسم (30315) 2000 جاي أم 14 وفق تسمية الكوكب الصغير) (بالإنجليزية: 2000 JM14)‏ هو كويكب ضمن حزام الكويكبات؛ وترتيبه 30315 من حيث الاكتشاف.
اكتُشف هذا الجُرم الفلكي بواسطة بحث لنكولن عن الكويكبات القريبة من الأرض في 6 مايو 2000.

## وصلات خارجية
- (30315) 2000 JM14 في قاعدة بيانات مختبر الدفع النفاث لأجرام النظام الشمسي الصغيرة

- الاكتشاف · مخطط المدار ·  العناصر المدارية · المعلمات المادية

- (30315) 2000 JM14 على موقع ويكي سكاي: DSS2, SDSS, GALEX, IRAS, Hydrogen α, X-Ray, Astrophoto, Sky Map, Articles and images